# بريندا لوسون
بريندا لوسون (بالإنجليزية: Brenda Lawson)‏ هي مجدفة نيوزيلندية، ولدت في 30 أكتوبر 1967 في نيلسون في نيوزيلندا.

## وصلات خارجية
- بريندا لوسون على موقع الاتحاد الدولي للتجديف (الإنجليزية)
- بريندا لوسون على موقع اللجنة الأولمبية الدولية (الإنجليزية)
- بريندا لوسون على موقع أوليمبيديا (الإنجليزية)
- بريندا لوسون على موقع اللجنة الأولمبية النيوزيلندية (الإنجليزية)
- بريندا لوسون على موقع قاعة نيوزيلندا للمشاهير الرياضية (الإنجليزية)